# Торопецько-Холмська операція
Торопецько-Холмська операція (9 січня — 6 лютого 1942) — наступальна операція лівого крила Північно-Західного (з 22 січня правого крила Калінінського фронту) радянських військ з метою розгрому Осташковського угруповання противника і сприяння поразці німецької групи армій «Центр». Торопецько-Холмська операція була складовою частиною загального стратегічного наступу Червоної армії взимку 1942 року, що проводився групою фронтів у ході битви під Москвою.
У результаті проведення операції радянські війська просунулися вглиб німецького фронту до 250 км, порушили оперативну взаємодію між групами армій «Північ» та «Центр», та спромоглися обійти з північного заходу ржевсько-вяземське, а з півдня дем'янське угруповання противника, створивши сприятливі умови для їх розгрому.

### Мемуари
- Курочкин П. А., Мы сражались на Сев.-Зап. фронте, в кн.: На Сев.-Зап. фронте. 1941—1943, М., 1969;
- Еременко А., Наступление в лесах Валдая, «ВИЖ», 1971, № 7.

## Відео
- Битва за Москву / эпизод 63 Торопецко Холмская операция[недоступне посилання з вересня 2019]